# Enzo Lefort
Enzo-Boris Lefort (Cayena, Guayana Francesa, 29 de septiembre de 1991) es un deportista francés que compite en esgrima, especialista en la modalidad de florete.
Participó en cuatro Juegos Olímpicos de Verano, obteniendo tres medallas en la prueba por equipos, plata en Río de Janeiro 2016 (junto con Jérémy Cadot, Erwann Le Péchoux y Jean-Paul Tony Helissey), oro en Tokio 2020 (con Erwann Le Péchoux, Julien Mertine y Maxime Pauty) y bronce en París 2024 (con Maximilien Chastanet, Maxime Pauty y Julien Mertine), y el octavo lugar en Londres 2012, en la misma prueba.
Ganó nueve medallas en el Campeonato Mundial de Esgrima entre los años 2013 y 2023, y ocho medallas en el Campeonato Europeo de Esgrima entre los años 2012 y 2024.
En los Juegos Europeos de Cracovia 2023 consiguió una medalla de plata en la prueba por equipos.

## Palmarés internacional
| Juegos Olímpicos   | Juegos Olímpicos        | Juegos Olímpicos  | Juegos Olímpicos    |
| Año                | Lugar                   | Medalla           | Prueba              |
| ------------------ | ----------------------- | ----------------- | ------------------- |
| 2016               | Río de Janeiro (Brasil) | Medalla de plata  | Florete por equipos |
| 2020               | Tokio (Japón)           | Medalla de oro    | Florete por equipos |
| 2024               | París (Francia)         | Medalla de bronce | Florete por equipos |
| Campeonato Mundial |                         |                   |                     |
| Año                | Lugar                   | Medalla           | Prueba              |
| 2013               | Budapest (Hungría)      | Medalla de bronce | Florete por equipos |
| 2014               | Kazán (Rusia)           | Medalla de oro    | Florete por equipos |
| 2014               | Kazán (Rusia)           | Medalla de bronce | Florete individual  |
| 2017               | Leipzig (Alemania)      | Medalla de bronce | Florete por equipos |
| 2019               | Budapest (Hungría)      | Medalla de oro    | Florete individual  |
| 2019               | Budapest (Hungría)      | Medalla de plata  | Florete por equipos |
| 2022               | El Cairo (Egipto)       | Medalla de oro    | Florete individual  |
| 2022               | El Cairo (Egipto)       | Medalla de bronce | Florete por equipos |
| 2023               | Milán (Italia)          | Medalla de bronce | Florete individual  |
| Juegos Europeos    |                         |                   |                     |
| Año                | Lugar                   | Medalla           | Prueba              |
| 2023               | Cracovia (Polonia)      | Medalla de plata  | Florete por equipos |
| Campeonato Europeo |                         |                   |                     |
| Año                | Lugar                   | Medalla           | Prueba              |
| 2012               | Legnano (Italia)        | Medalla de plata  | Florete por equipos |
| 2014               | Estrasburgo (Francia)   | Medalla de oro    | Florete por equipos |
| 2015               | Montreux (Suiza)        | Medalla de oro    | Florete por equipos |
| 2017               | Tiflis (Georgia)        | Medalla de oro    | Florete por equipos |
| 2019               | Düsseldorf (Alemania)   | Medalla de oro    | Florete por equipos |
| 2019               | Düsseldorf (Alemania)   | Medalla de bronce | Florete individual  |
| 2023               | Plovdiv (Bulgaria)      | Medalla de plata  | Florete individual  |
| 2024               | Basilea (Suiza)         | Medalla de oro    | Florete por equipos |